# Landakotskirkja
De Basilíka Krists konungs (basiliek van koning Christus), ook bekend als de Landakotskirkja (kerk van Landakot), is de kathedraal van de Rooms-Katholieke Kerk van IJsland in Landakot (West-Reykjavik) en daarmee de hoofdkerk van het bisdom Reykjavik.
De eerste katholieke priesters op IJsland waren de Fransen Bernard Bernard (1821-1895) en Jean-Baptiste Baudoin (1831-1875). Er werd een kleine kapel gebouwd bij Landakot in 1864. Door het groeiende aantal katholieken ontstond behoefte aan een grotere kerk. Na een jarenlange bouwperiode werd op 23 juli 1929 door kardinaal Willem Marinus van Rossum de Landakotskirkja ingewijd, op dat moment de grootste kerk van IJsland.
Het neogotische kerkgebouw werd ontworpen door Guðjón Samúelsson (1887–1950), die ook de architect was van de Akureyrarkirkja in Akureyri en de pas jaren na zijn dood voltooide grote Hallgrímskirkja in het centrum van Reykjavik. De Landakotskirkja is grotendeels uit grijs beton en basalt opgetrokken. De kerktoren heeft een plat dak zonder torenspits en doet daardoor denken aan kerken in Engeland en Ierland. De kruisweg in de kathedraal dateert van rond 1900 en is een geschenk van de bisschop van Regensburg. Bij de kerk is de enige rooms-katholieke school van het land gevestigd.
Nevenpatronen van de kerk zijn de Maagd Maria, Jozef van Nazareth, de IJslandse patroonheilige Thorlac Thorhallsson en de middeleeuwse bisschop Jón Ögmundsson.
In de Landakotskirkja waren drie Nederlandse bisschoppen van Reykjavik werkzaam: in 1967 en 1968 Jan Theunissen (met de titel van apostolisch administrator), van 1968 tot 1986 Hendrik Hubert Frehen (behorend tot de Orde der Montfortanen) en van 1995 tot 2007 Joannes Gijsen (voormalig bisschop van Roermond).

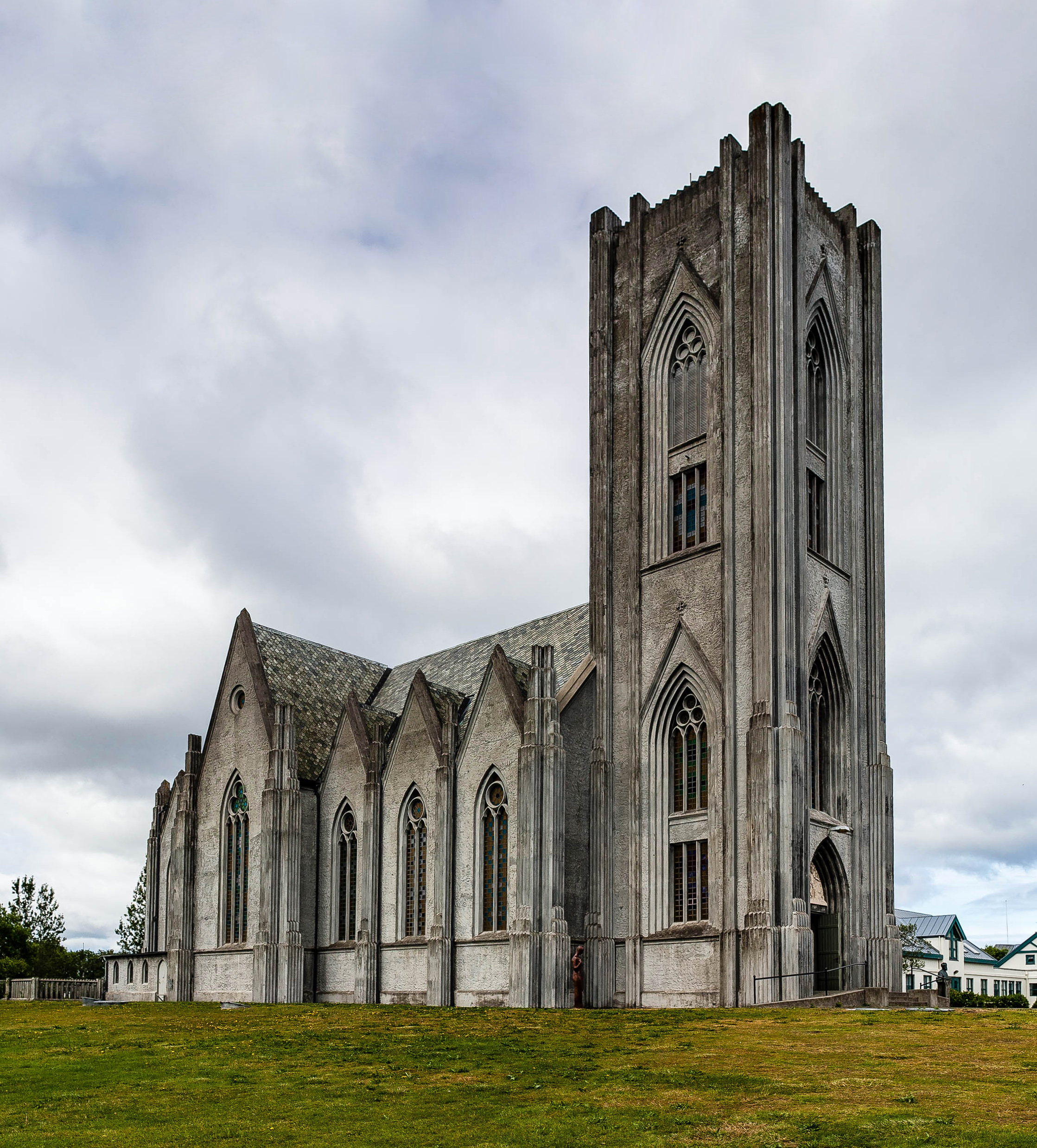
Landakotskirkja
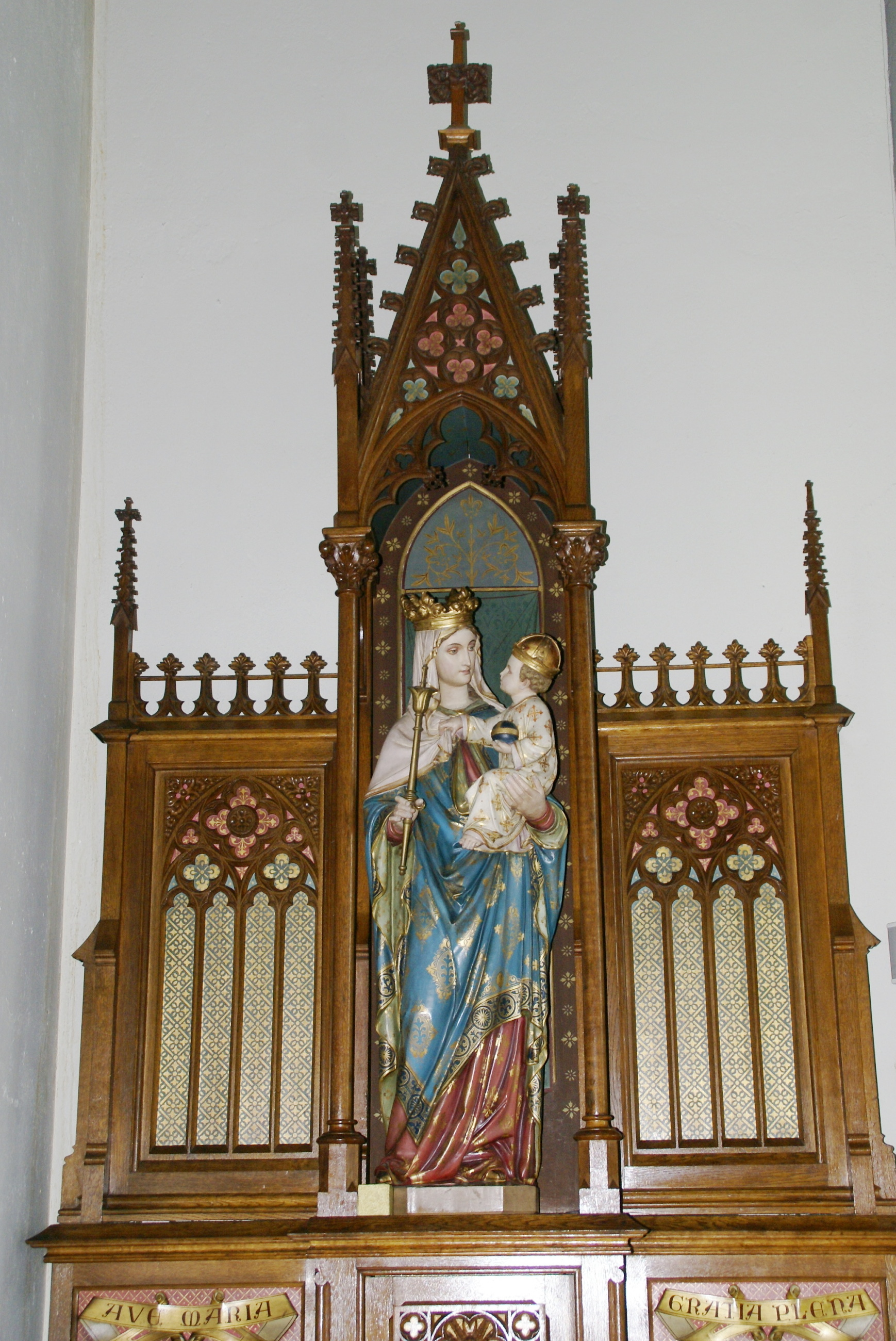
Mariabeeld als deel van het zij-altaar
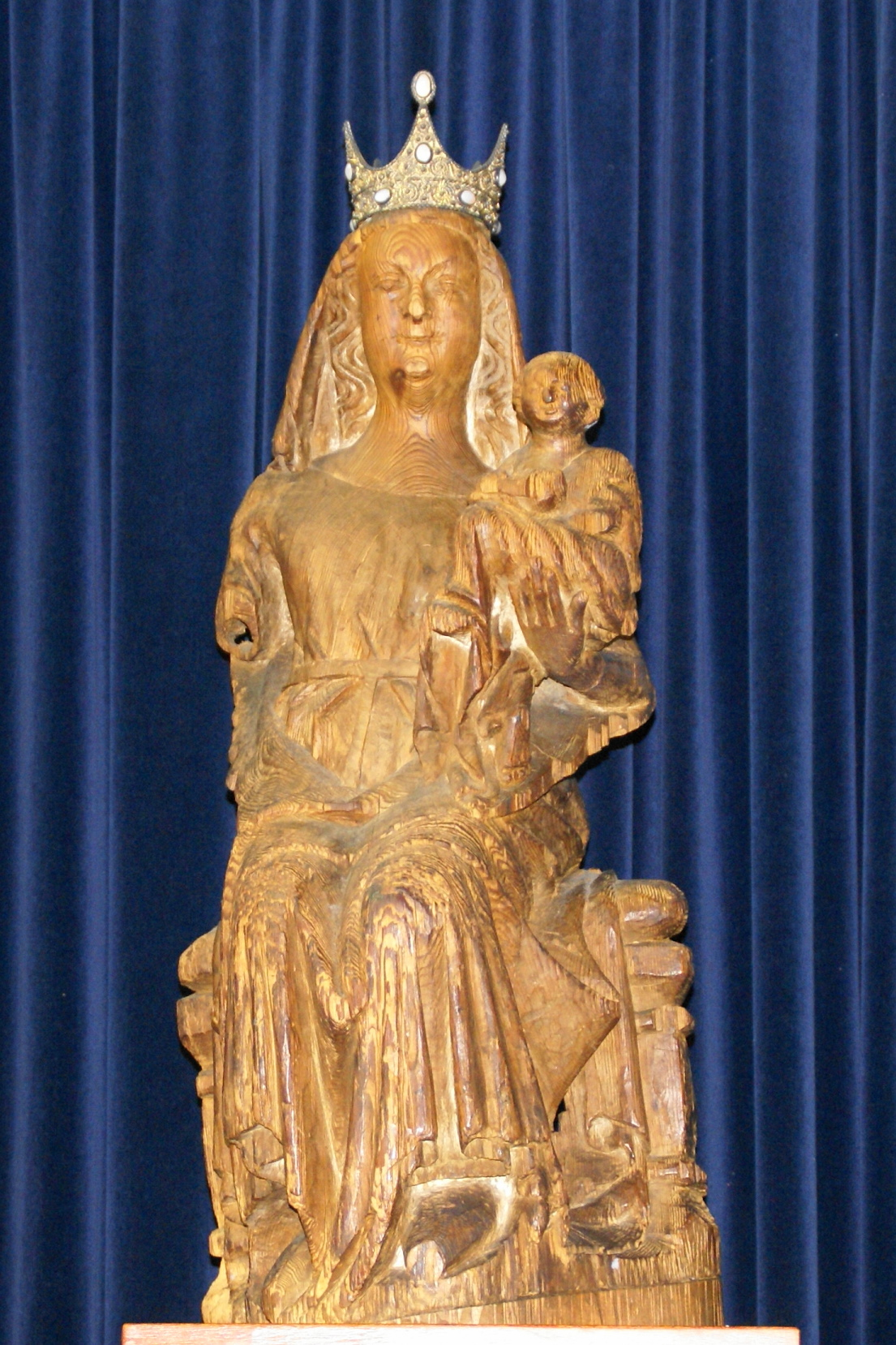
Mariabeeld achter in de kerk
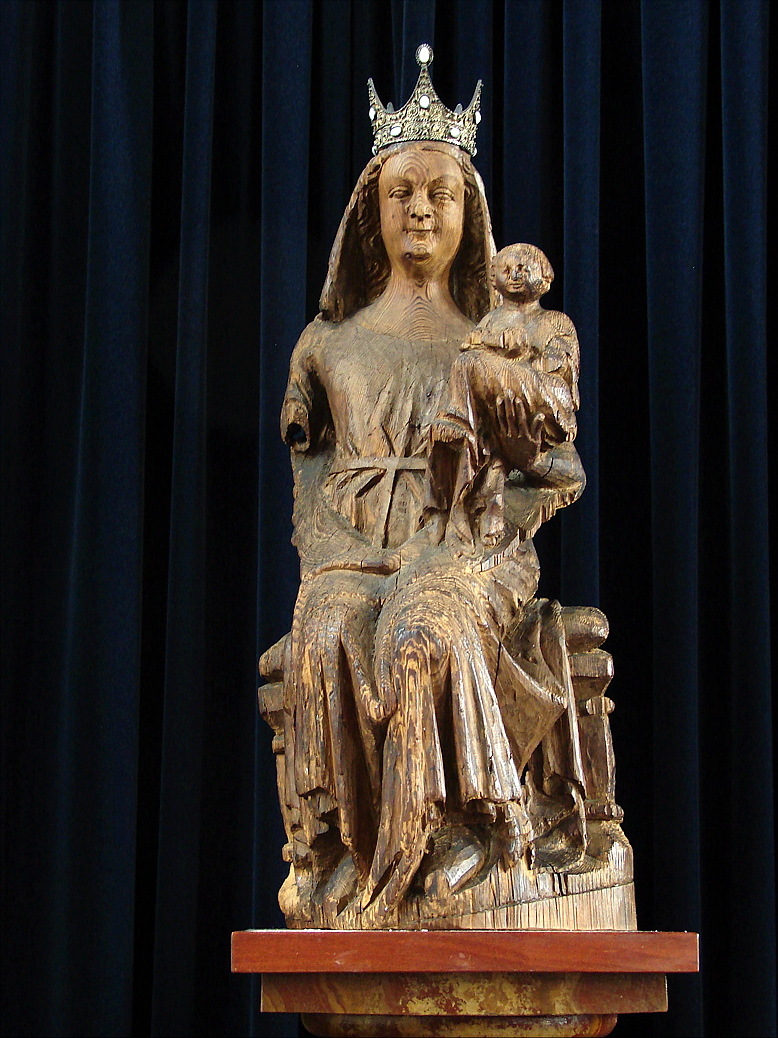
Madonna met kind